# Americana (album, Ray Davies)
Americana je album anglického rockového hudebníka Raye Daviese. Bylo vydáno pod Legacy Recordings v dubnu 2017. Stejně jako Daviesova stejnojmenná kniha z roku 2013 se zabývá jeho celoživotní fascinací hudbou a kulturou Spojených států a jeho zkušenostmi z turné a života v této zemi. Na albu se podíleli členové americké country rockové skupiny The Jayhawks.

## Pozadí
Ačkoli je Ray Davies považován za typicky britského písničkáře, vyrůstal fascinován americkou hudbou a filmem. Skupina The Kinks, kterou založil se svým bratrem Davem, byla zpočátku americkými hudebními styly, zejména rhythm and blues, silně ovlivněna. Když Americká federace hudebníků odmítla vydat The Kinks povolení a fakticky jim znemožnila v letech 1965–1969 koncertovat ve Spojených státech, Davies se začal ve své písňové tvorbě zaměřovat spíše na britská témata, což vyústilo v alba jako The Kinks Are the Village Green Preservation Society (1968) a Arthur (Or the Decline and Fall of the British Empire) (1969). Po zrušení zákazu a návratu do USA vydali The Kinks country rockově laděné album Muswell Hillbillies (1971), v němž ve své tvorbě Davies zkoumal vlivy americké kultury na své dětství na severu Londýna.
Daviesův vztah k USA se ještě posílil, když se z The Kinks stala úspěšná stadionová rocková kapela a na konci 70. a začátku 80. let absolvovali rozsáhlé turné po Severní Americe. V té době také krátce žil v New Yorku. Po rozpadu The Kinks v 90. letech se Davies usadil v New Orleans, kde byl v roce 2004 po potyčce s lupičem postřelen do nohy. V roce 2013 vydal své paměti Americana: The Kinks, the Road and the Perfect Riff, v nichž se za těmito zážitky a svým složitým vztahem k Americe ohlíží.

## Nahrávání
Po vydání knihy se Davies rozhodl rozšířit svůj projekt Americana o doprovodné album, které je jeho prvním novým sólovým počinem od vydání Working Man's Café v roce 2007. Album bylo nahráno ve studiích The Kinks Konk v londýnském Hornsey a Daviesův doprovod tvořila americká country rocková skupina The Jayhawks. Klávesistka The Jayhawks Karen Grotberg si s Daviesem zazpívala duety ve skladbách „Message From the Road“ a „A Place in Your Heart“. Album produkoval a aranžoval sám Davies, spoluproducenty byli Guy Massey a John Jackson. Album bylo vydáno v roce 2017. V britské hitparádě obsadilo 15. místo a v americké 79. místo.
Během nahrávání alba Americana nahrál Davies dostatek materiálu i pro další album, Our Country: Americana Act II. To bylo vydáno samostatně v roce 2018 a v britské hitparádě obsadilo 58. místo.

## Seznam skladeb
Autorem všech skladem je Ray Davies.
| Pořadí | Název                        | Délka |
| ------ | ---------------------------- | ----- |
| 1.     | Americana                    | 4:02  |
| 2.     | The Deal                     | 5:03  |
| 3.     | Poetry                       | 5:05  |
| 4.     | Message From the Road        | 2:57  |
| 5.     | A Place in Your Heart        | 5:03  |
| 6.     | The Mystery Room             | 3:51  |
| 7.     | Silent Movie                 | 1:11  |
| 8.     | Rock 'N' Roll Cowboys        | 4:21  |
| 9.     | Change for Change            | 3:23  |
| 10.    | The Man Upstairs             | 1:37  |
| 11.    | I've Heard That Beat Before  | 4:03  |
| 12.    | A Long Drive Home to Tarzana | 4:59  |
| 13.    | The Great Highway            | 4:43  |
| 14.    | The Invaders                 | 3:47  |
| 15.    | Wings of Fantasy             | 4:19  |

## Obsazení
Hudebníci
- Ray Davies – hlavní vokály, kytary, klavír, doprovodné vokály, perkuse, mluvené slovo, upuštěné pivní sklenice a rozbité čajové šálky
- Bill Shanley – akustické kytary, elektrické kytary, doprovodné vokály
- Gary Louris – akustické kytary, elektrické kytary, doprovodné vokály
- Marc Perlman – baskytara, doprovodné vokály
- Tim O'Reagan – bicí, doprovodné vokály, perkuse
- Karen Grotberg – klavír, klávesy, hlavní vokály, doprovodné vokály
- John Jackson – mandolína, housle, akustické kytary, alektrické kytary, 12-strunná kytara, doprovodné vokály, perkuse

Technici
- Ray Davies – producent, aranžér
- Guy Massey – koproducent, nahrávání a mixování
- John Jackson – koproducent
- Josh Green – nahrávání a mixování
- Bob Ludwig – mastering